# Jezioro Dziewicze (dolnośląskie)
Jezioro Dziewicze – małe (800 x 60 m) jezioro w starorzeczu Oławy, położone przy żółtym szlaku pieszym z Siechnic do Kotowic, w pobliżu linii kolejowej Wrocław – Jelcz-Laskowice.
Po drugiej stronie linii kolejowej położone jest Jezioro Panieńskie.